# Plynops hansoni
Plynops hansoni är en stekelart som beskrevs av Shaw 1996. Plynops hansoni ingår i släktet Plynops och familjen bracksteklar. Inga underarter finns listade i Catalogue of Life.